# Мироново (Яранский район)
Мироново — деревня в Яранском районе Кировской области России. Входит в состав Сердежского сельского поселения.

## География
Деревня находится в юго-западной части Кировской области, в зоне хвойно-широколиственных лесов, к северу от реки Пурт, на расстоянии приблизительно 30 километров (по прямой) к востоку-юго-востоку (ESE) от города Яранска, административного центра района. Абсолютная высота — 183 метра над уровнем моря.
Климат
Климат характеризуется как умеренно континентальный, с умеренно холодной снежной зимой и тёплым летом. Среднегодовая температура — 2 — 2,3 °C. Средняя температура воздуха самого холодного месяца (января) составляет −13,6 °C (абсолютный минимум — −46 °С); средняя температура самого тёплого месяца (июля) — 18,3 °C (абсолютный максимум — 37 °С). Безморозный период длится в течение 117 дней. Годовое количество атмосферных осадков — 639 мм, из которых 405 мм выпадает в период с апреля по октябрь. Снежный покров держится в течение 162 дней.

## Население
| 2010 |
| ---- |
| 36   |

Половой состав
По данным Всероссийской переписи населения 2010 года в гендерной структуре населения мужчины составляли 50 %, женщины — соответственно также 50 %.
Национальный состав
Согласно результатам переписи 2002 года, в национальной структуре населения марийцы составляли 95 % из 62 чел.

## Известные уроженцы
Ядыков Трофим Иванович (1910—1986) — советский педагог. Учитель и заведующий Часовенской начальной школой Волжского района Марийской автономной области / Марийской АССР (1931—1938), директор Туруновской начальной школы Медведевского района МарАССР (1955―1970). Заслуженный учитель школы РСФСР (1968). Участник Великой Отечественной войны. Член ВКП(б).